# Kristo Negovani
Kristo Harallambi, känd som Kristo Negovani, född 1875 i Negovan nära Florina i Osmanska riket, död 12 februari 1905 i Negovan (mördad), var en albansk nationalist, religiös ledare och författare.

## Biografi
Negovani föddes 1875 i byn Negovan, nära Florina i dåvarande Osmanska riket, nuvarande Grekland. Vid en ung ålder flyttade han till Brăila i Rumänien, där han kom i kontakt med den albanska nationella revolutionsrörelsen. 1897 återvände han till sin hemby och verkade som  lärare och församlingspräst.[källa behövs]
Negovani omvandlade sitt hus till en skola och lärde barn och män att läsa och skriva på albanska. Han predikade och introducerade det albanska språket för första gången i den ortodoxa liturgin. Efter att ha predikat det albanska språket (som inte gillades av grekerna) mördades han av ett grekisk gerillaband på order från den grekiska biskopen Germanos Karavangelis.

Som svar på Negovanis död mördade de albanska rebellerna ledda av Bajo Topulli den grekiska biskopen av Korça, Photios Kalpidis.